# Застава Црне Горе
Застава Црне Горе је државна застава данашње Црне Горе. Озваничена је 13. јула 2004. године, када су на снагу ступиле одредбе новог закона, који је претходног дана усвојен у Скупштини Црне Горе. Технички опис заставе утврђен је на сједници Владе Црне Горе одржаној 16. септембра 2004. године, када је усвојена званична Одлука о утврђивању еталона заставе Црне Горе, која је ступила на снагу наредног дана, чиме је процес утврђивања званичног изгледа нове државне заставе био окончан. Застава се састоји од црвеног поља са златним обрубом и државним грбом Црне Горе у средини. Однос дужине и висине заставе је два према један. Грб на застави заузима 2/3 висине заставе. Средишња тачка грба поклапа се са тачком у којој се сијеку дијагонале заставе. Ширина златног обруба је 1/20 дужине заставе.
Садашња застава Црне Горе из 2004. године представља ново идејно рјешење, пошто је настала комбинацијом старих и нових елемената, тако да у садашњем облику никада раније није постојала, усљед чега се у дијелу јавности не сматра аутентичним изразом црногорске државности.
Прије књаза Николе, и књаз Данило је истицао тробојку као државну заставу.
Како је забиљежио „Српски дневник“ из Новог Сада, у бр. 55. од 14. јула 1860. године, приликом боравка књаза Данила у Прчњу на кући се вила „тробојна бијело-плаветно-црвена застава“.

## Историја
Током старије историје, на подручју данашње Црне Горе употребљаване су разне заставе. У вријеме борбе против Турака, која је током раног нововековног раздобља вођена између хришћанске Црне Горе и исламског Османског царства, вјерски аспект ослободилачке борбе изражаван је употребом разних застава са представом хришћанског крста, које су по свом основном мотиву називане крсташ-барјацима.
Пошто је Црна Гора у раздобљу од 16. до 18. вијека по разним основама била упућена на Млетачку републику, на чијим је заставама био представљен хералдички лав, тај симбол се након увођења млетачког гувернадурства почео употребљавати и у Црној Гори, као знамење врховне млетачке власти. Поред овог симбола стране власти, на заставама су се појављивале и традиционалне представе двоглавог орла. Употреба тог хералдичког симбола је имала дугу предисторију, која је сезала све до средњовјековних времена, када је област Зете била у саставу државе Немањића и Црнојевића. Током потоњих времена, представе двоглавих орлова на заставама Црне Горе биле су обликоване по угледу на заставе Руског царства, а руска бијело-плаво-црвена тробојка је почетком 19. вијека постала узор за обликовање општенародне српске заставе, која је озваничена у обрнутом редоследу боја (црвена-плава-бијела).
Тадашња употреба српске тробојке у Црној Гори посвједочена је разним изворима. Њемачки путописац Берхард Шварц је у књизи "Црна Гора" из 1883. године забиљежио: "остала одјећа приказује старосрпску тробојку на тај начин што је огртач-прслук црвене скерлетне боје, панталоне плаве, а чарапе бијеле". Чешки новинар Јосеф Холечек је у својој књизи "Црна Гора у миру" из 1884. године писао: "У предвечерје Петрова дне запалише на високом тјемену Ловћена низ ватри. Све куће бјеху украшене црвено-плаво-бијелим заставама". Њемачки научник Карл Шварцлозе је такође забиљежио: "народно одијело, које се састоји од плавих широких гаћа, црвеног џамадана, бијелих докољеница, и паса са три мања оружја ... Уосталом, боја одијела није случајна, већ у својој цјелини представља стару српску тробојку".
За вријеме владавине књаза и краља Николе I Петровића Његоша (1860-1918), на тробојци се налазио и државни грб, који је био идентичан грбу династије Петровића Његоша, а томе је придодат и симбол: "Н. I.", који је значио: Никола Први. Традиционална употреба општенародне српске тробојке као државне заставе у Црној Гори добила је највишу потврду приликом доношења Устава Књажевине Црне Горе из 1905. године, а истовјетност боја у тадашњим заставама Црне Горе и Србије била је добро позната савременицима. Тако је херцегновски правник и књижевник, др Александар Љ. Митровић (1870-1921), као заступник Боке у Државном сабору Краљевине Далмације забиљежио 1909. године: "Ми Срби имамо двије неодвисне државе. И Србија и Црна Гора употребљавају српску заставу, као државну. Та иста застава није само застава Србије и Црне Горе. Она је народна застава свих Срба", нагласивши да се "та застава вије на двору књаза црногорског и краља србијанског".
Током Другог свјетског рата, на традиционалну народну тробојку додата је црвена петокрака звијезда, а након ослобођења у јесен 1944. године и стварања федералне јединице Црне Горе у саставу Југославије, та застава је озваничена и употребљавана је све до доношења нових законских рјешења крајем 1993. године.

### Питање "плаветне" боје
Након неуспјешног покушаја сецесије Црне Горе у октобру 1991. године и стварања заједничке државе са Србијом у априлу 1992. године, група сецесионистички оријентисаних функционера у редовима владајуће Демократске партије социјалиста Црне Горе је приликом усаглашавања нових уставних рјешења успјела да осујети уставно озваничење тробојке као државне заставе. Иако је нови Устав Републике Црне Горе од 12. октобра 1992. године у 6. члану прописивао да Црна Гора има грб, заставу и химну, та одредба није садржала опис државних симбола, тако да је то питање према 83. члану требало уредити накнадно, путем доношења посебног закона.
Такве одредбе су омогућиле антисрпској струји у ДПС да током 1993. године у склопу усаглашавања одговарајућих законских рјешења пласира тезу о наводној посебности црногорске државне и народне тробојке, која је према њиховом тумачењу садржала свијетлоплаву боју, различиту од обичне плаве боје у српској народној тробојци. Такав став се заснивао на искривљеном тумачењу помена плаветне боје у Уставу Књажевине Црне Горе из 1905. године. Иако је изглед старих државних симбола Црне Горе свједочио да је помен плаветне боје означавао обичну плаву боју, антисрпска струја у редовима ДПС је успјела да наметне и озваничи своја тумачења. Том приликом је занемарен не само изглед старих државних и народних застава у Црној Гори, већ је појам плаветне боје проглашен ознаком за свијетлоплаву боју, као у изразу "плаветно небо". У исто вријеме, потпуно је занемарена чињеница да појам плаветне боје у свом изворном значењу представља поетски синоним за плаву боју, о чему је свједочио и израз "плаветно море" који означава плаву боју знатно тамнију од свијетлоплаве у изразу "плаветно небо". На засједању одржаном 27. и 28. децембра 1993. године, Скупштина Црне Горе је усвојила Закон о грбу и застави Републике Црне Горе, који је у 2. члану прописивао да државна застава има изглед црвено-плаветно-бијеле тробојке, која има троструку дужину у односу на ширину, што је такође била новина. Овај закон, којим је створена потпуно нова застава, која у том облику никада раније није постојала, проглашен је указом од 29. децембра 1993. године, који је донио Момир Булатовић, тадашњи Предсједник Црне Горе, који је имао уставно овлашћене да спорни закон врати на поновно гласање, али то није учинио.
Иако закон није изричито прописивао да помен плаветне боје означава свијетлу нијансу плаве, антисрпска струја у владајућој ДПС је успјела да се уз подршку извршне власти избори за такво тумачење, усљед чега је нова државна застава на крају обликована по њиховом моделу. Тако је Црна Гора крајем 1993. године добила заставу која се по својим размјерама и другачијој нијанси плаве боје разликовала од заставе Србије, што је био основни циљ антисрпске и сецесионистичке струје у редовима владајуће ДПС. Током наредних година, показало се да је таква државна застава била осмишљена за привремену употребу, пошто су се 2004. године, приликом доношења новог закона, од ње одрекли и они који су је створили.
Иако је промјену заставе посматрао из суверенистичког угла, црногорски публициста Весељко Копривица је средином 2004. године исправно констатовао да је поменутом промјеном уклоњена "trobojka sa plavetnom bojom kakve u crnogorskoj istoriji nikad nije bilo", што се односило на дотадашњу државну заставу са свијетлоплавом бојом, која је била скорашња творевина ДПС, из 1993-1994. године.

### Са грбом или без грба
„Народна застава” из Устава Књажевине Црне Горе из 1905. године, је застава са којом се Краљ Никола прогласио за краља, и са којом је сахрањен у Сан Рему. Имала је функцију државне заставе. Била је без апликације у виду грба. Застава са грбом је лична застава монарха и династичке породице Петровић Његош(краљевска стандарта). Истицана је искључиво приликом дворских и породичних свечаности владајуће породице.

### Нова државна застава
Већ током 2001. године, Социјалдемократска партија Црне Горе је у оквиру владајуће коалиције покренула иницијативу за промјену изгледа заставе и осталих државних симбола, предложивши потпуно напуштање тробојке и увођење црвене заставе са представом држаног грба. Поменута иницијатива је изазвала бурне реакције у јавности. Извјесне недоумице су у то вријеме још увијек постојале и унутар владајуће ДПС, тако да сагласност о конкретним рјешењима није постигнута, усљед чега је читаво питање одложено.
Питање о промјени заставе покретано је и током наредних година, у вријеме преговора о реализацији "Београдског споразума" (2002), а затим и у вријеме преговора о изгледу заставе новостворене Државне заједнице Србије и Црне Горе (2003). Том приликом је до посебног изражаја дошло питање о новоствореним (1993-1994) разликама у нијансама плаве боје на државним заставама Црне Горе и Србије.
Тек средином 2004. године, у владајућој коалицији је постигнута пуна сагласност о промјени изгледа државне заставе. До заједничког коалиционог става о том питању дошло се након подужих преговора и унутрашњих расправа, пошто је дио руководства ДПС и даље имао знатне резерве према оправданости потпуног напуштања њихове раније творевине - тробојке са плаветном бојом у посебној свијетлој нијанси.
Новим законом од 12. јула 2004. године, који је ступио на снагу наредног дана, напуштена је дотадања тробојка, а за основу нове заставе усвојена је некадашња војна застава Црне Горе из времена кнежевине и краљевине. Влада Црне Горе на сједници одржаној 16. септембра 2004. године донијела званичну Одлуку о утврђивању еталона заставе Црне Горе, која је ступила на снагу већ наредног дана, чиме је процес утврђивања званичног изгледа нове државне заставе био приведен крају.

### Питање народне заставе
Након увођења нове државне заставе (2004) и њене потврде у новом Уставу Црне Горе (2007) у политичкој јавности је у неколико наврата покретано питање о допуни уставних и законских рјешења путем нормирања посебне народне заставе. Иако су српске и просрпске странке у Црној Гори биле јединствене у ставу да би за народну заставу требало изабрати тробојку, убрзо се испоставило да међу њима постоје извјесне разлике, које су дошле до пуног изражаја током прољећа 2012. године, када су представници државне власти исказали начелну спремност за разговор о евентуалном увођењу народне заставе.
Поменуте разлике проистицале су из одлуке појединих српских и просрпских странака да умјесто изворне тробојке са обичном плавом бојом подрже тробојку са свијетлоплавом бојом. Иако се раније чинило да је експеримент са "свијетлоплавом" бојом био окончан још 2004. године, накнадно се показало да поједини несрпски и "грађански" чиниоци неће лако одустати од употребе тог ДПС-овског изума из 1993. године, који се показао као корисно средство за разградњу српског националног идентитета у Црној Гори. Пошто им застава са свијетлоплавом бојом више није била потребна као државна застава Црне Горе, поменути чиниоци су одлучили да ту заставу поново пласирају у јавност, уз образложење да је ријеч о "традиционалној" црногорској тробојци, која по њима представља "најбоље" рјешење за будућу народну заставу Црне Горе.
Спровођењу тог подухвата погодовала је ранија повезаност истакнутих личности у руководству Социјалистичке народне партије Црне Горе (СНП) са првобитним увођењем заставе са свијетлоплавом бојом (1993), будући да је већина њих у то вријеме била у редовима ДПС. Стога је и у руководству СНП преовладало старо ДПС-овско тумачење по којем се уставни помен плаветне боје из 1905. године односио на свијетлоплаву боју, што није било тачно. Прелазећи преко изворних свједочанстава о стварном изгледу старих застава Црне Горе, руководство СНП се укључило у промовисање тробојке са свијетлоплавом бојом, која је у јавности нетачно представљана као "традиционална" тробојка. Током расправе о доношењу новог Устава Црне Горе (2007), СНП се активно залагала за "враћање" тробојке са плаветном бојом у свијетлоплавој нијанси, а иста рјешења је предлагала и на локалном нивоу, у склопу расправе о изгледу појединих општинских застава.
Истовјетан однос према изгледу народне заставе имала је и Народна странка, која се током расправе о доношењу новог Устава Црне Горе (2007) залагала за заставу са плаветном бојом. Такав став Народне странке представљао је остатак њеног неславног наслеђа из времена Новака Килибарде. Ради проналажења додатног оправдања за промовисање тезе по којој се помен плаветне боје у Уставу Црне Горе из 1905. године односио на свијетлоплаву нијансу, руководство НС се послужило и пригодним радом о државним симболима Црне Горе, који је исте 2007. године објавио Јован Маркуш, високи функционер Народне странке. У овом прегледном раду, уставни помен плаветне боје из 1905. године "реконструисан" је уз употребу свијетлоплаве нијансе, а потоње ДПС-овско скрнављење заставе (1993-1994) оправдано је ријечима: "Република Црна Гора је умјесто плаве усвојила плаветну боју како је то било санкционисано у Уставу Књажевине Црне Горе из 1905. године".
Критикујући такав однос руководства Народне странке према кључним идентитетским питањима, члан предсједништва Српског националног савјета Црне Горе Рајо Војиновић је 2009. године нагласио да општенародна застава у Црној Гори треба да буде "црвено-плаво-бијела тробојка", упозоривши тим поводом: "Ни случајно да буде некаква плаветно-аветна!", што се односило на заставу са свијетлоплавом нијансом, која је у српским круговима са подсмјехом називана "аветно-плаветна". На исто питање је у више наврата указивао и Момчило Вуксановић, предсједник СНСЦГ, који је 2012. године нагласио: "Предлог договора око наводног увођења народне заставе (плаветне тробојке) је неморалан и штетан за очување српског идентитета. То није српска застава и Срби се са њом не могу идентификовати и не препознају је као своју".
У међувремену, интензивирани су покушаји да се застава са свјетлоплавом бојом подметне српском народу у Црној Гори, у циљу потискивања стварне заставе црногорских Срба, са обичном плавом бојом. Иако је Српски национални савјет Црне Горе још крајем 2008. године усвојио традиционалну тробојку, са обичном плавом бојом, поједини српски политички чиниоци у Црној Гори почели су да се изјашњавају у прилог тробојке са свијетлоплавом бојом. Неславна улога у промоцији заставе са свијетлоплавом бојом међу Србима у Црној Гори припала је руководству највеће српске странке - Нове српске демократије (НСД). Приликом уласка у коалицију са антисрпским чиниоцима (Покрет за промјене), руководство НСД је погазило статут сопствене странке, који је у члану 3. дословно прописивао: "Застава НСД је тробојка (црвено-плаво-бијела)", приставши да се у симболе новоствореног Демократског фронта унесе мотив заставе са свијетлоплавом бојом.
Тиме је означен почетак нове фазе у сузбијању праве заставе црногорских Срба, са обичном плавом бојом, с тим што је овога пута то учињено уз саучествовање појединих чинилаца (НСД) унутар саме српске заједнице. Иако су представници неких других српских странка у Црној Гори још раније упозоравали на манипулације које се врше путем промовисања заставе са свијетлоплавом бојом, руководство НСД је приликом израде коалиционог програма Демократског фронта пристало да у 435. тачку програма уђе захтјев за уставно озваничење тробојке са плаветном бојом, али без прецизирања нијансе: "Иницирати допуну Устава, тако да Црна Гора поред постојеће Државне заставе добије и Народну заставу црвено-плаветно-бијеле боје, која има утемељење у уставном континуитету, историји и традицији Црне Горе". Иако је плаветна боја у историјској стварности (1905) означавала обичну плаву боју из општенародне српске заставе, руководство НСД је путем симбола Демократског фронта наставило да промовише заставу са свијетлоплавом бојом, која је различита од српске заставе и изворне тробојке која је у Црној Гори била употребљавана све до 1993. године.
Сва ова питања поново су добила на значају почетком септембра 2019. године, након најаве Демократског фронта да ће у Скупштини Црне Горе иницирати поступак за промјену устава у циљу увођења тробојке као народне заставе, али тим поводом је остало нејасно да ли се то односи на изворну тробојку са обичном плавом бојом или на ДПС-тробојку са свијетлоплавом бојом из 1993. године.
Питања народне заставе је опет дошло у фокус за време литија у Црној Гори, у којима је учествовао велики број грађана. Том приликом су истицане управо тробојке, односно народне заставе Црне Горе из претходних периода. Као одговор на то, председник СДП-а и један од главних заговорника нове црногорске заставе, Ранко Кривокапић, навео је да је тробојка "...застава Србије под којом су рушени Петровићи", иако је то била застава која је управо озваничена за време династије Петровића. Осим тога, Ранко Кривокапић је додао, да је  "...златни орао још од Балшића". Међутим, златни орао се налазио на грбу Црнојевића, а на њиховој застави је био бели орао, док на грбу Балшића није био орао, већ бели вук.

## Званичне историјске заставе Црне Горе
- Застава из времена књаза Данила (1852–1860)
- Застава из времена књаза Николе (1860–1905)
- Државна застава Црне Горе (1905–1918)
- Народна застава Црне Горе (1905–1918)
- Застава Федералне Државе Црне Горе (1945–1946)
- Застава Црне Горе (1946–1992)
- Застава Црне Горе (краткотрајна) (1992–1993)
- Застава Црне Горе (1993–2004)

## Остале историјске заставе Црне Горе
- Застава из времена Шћепана Малог (1768), без крсташа у пољу
- Традиционални црвени крсташ на бијелом пољу (18–19. вијек)
- Традиционални бијели крсташ на црвеном пољу (18–19. вијек)
- Традиционални жути/златни крсташ на црвеном пољу (коришћен за вријеме битке код Вучијег Дола)
- Ратни барјак из времена књаза Данила (1852–1860)
- Варијанта заставе са монограмом владара (1860–1918)
- Варијанта заставе са краљевском круном (1910–1918)
- Застава такозване Краљевине Црне Горе (1941–1944)[44]

## Историјске војне и владарске заставе Црне Горе
- Књажевска стандарта Данила I (1852–1860)
- Алај-барјак, главна војна застава из времена књаза и краља Николе
- Књажевска стандарта Николе I (1860–1910)
- Краљевска стандарта Николе I (1910–1918)
- Застава зеленаша у Ровцима
- Застава зеленаша у Васојевићима

## Историјске поморско-трговачке заставе Црне Горе
- Први приједлог поморско-трговачке заставе (1878-1879)
- Други приједлог поморско-трговачке заставе (1879-1880)
- Трећи приједлог поморско-трговачке заставе (1880-1881)
- Званична трговачко-поморска застава (1881-1918)

## Заставе Црне Горе на одликовањима и грбовима
- Његошева медаља За храброст (1841) са траком у бојама заставе
- Орден Светог Петра Цетињског (1870) са траком у бојама заставе
- Зеленашка спомјеница За право, част и слободу Црне Горе са мотивом заставе
- Грб СР Црне Горе са мотивом заставе